# Station Małogoszcz
Station Małogoszcz is een spoorwegstation in de Poolse plaats Stacja Małogoszcz.